# كينيث ر. ويلارد
كينيث ر. ويلارد (بالإنجليزية: Kenneth R. Willard)‏ هو سياسي أمريكي، ولد في 13 نوفمبر 1902، وتوفي في 26 يناير 1987. حزبياً، نشط في الحزب الجمهوري. وقد انتخب عضو جمعية ولاية نيويورك وانتخب عضو مجلس ولاية نيويورك.